# Sabrina Paravicini
Sabrina Paravicini (Morbegno, 30 giugno 1970) è un'attrice e scrittrice italiana.

## Biografia
Sabrina Paravicini è la secondogenita di quattro figli. Ha esordito nel 1993 con il film Stefano Quantestorie, diretto da Maurizio Nichetti.
Dal 1998 al 2004 ha partecipato alla serie televisiva Un medico in famiglia nel ruolo di Jessica, uno dei personaggi principali dalla prima alla quarta stagione.
In seguito ha ricoperto il ruolo di Luisa Mari nelle due stagioni della miniserie televisiva Amanti e segreti (2004-2005), entrambe dirette da Gianni Lepre.
Oltre al lavoro di attrice, svolge quello di scrittrice, sceneggiatrice e regista. Ha scritto la sceneggiatura e curato la regia di alcuni cortometraggi e nel 2004 del film Comunque mia, di cui è stata anche interprete e produttrice. Nel 2017 dirige Be Kind - Un viaggio gentile all'interno della diversità, un documentario sulla diversità in cui suo figlio intervista i personaggi del film.

### Vita privata
Sabrina Paravicini ha un figlio autistico, Nino, che a soli 12 anni ha co-diretto il film Be Kind insieme alla madre.

## Filmografia

### Attrice

#### Cinema
- Stefano Quantestorie, regia di Maurizio Nichetti (1993)
- E.T.A. Hoffmanns Der Sandmann, regia di Eckhart Schmidt (1993)
- Facciamo paradiso, regia di Mario Monicelli (1995)
- Quello che le ragazze non dicono, regia di Carlo Vanzina (2000)
- Comunque mia, regia di Sabrina Paravicini (2004)
- Ho ammazzato Berlusconi, regia di Gian Luca Rossi (2008)
- Il professor Cenerentolo, regia di Leonardo Pieraccioni (2015)
- Succede, regia di Francesca Mazzoleni (2018)
- Be Kind - Un viaggio gentile all'interno della diversità, regia di Sabrina Paravicini e Nino Monteleone (2019)
- I peggiori giorni, regia di Massimiliano Bruno e Edoardo Leo (2023)
- Fabbricante di lacrime, regia di Alessandro Genovesi (2024)

#### Televisione
- Giorni d'estate, regia di Giorgio Caldana (1990)
- Cristina, l'Europa siamo noi, regia di Francesco Vicario (1991)
- Un medico in famiglia, regia di Anna Di Francisca e Riccardo Donna (1998)
- Provincia segreta 2, regia di Francesco Massaro (2000)
- Un medico in famiglia 2, regia di Tiziana Aristarco e Riccardo Donna (2000)
- Maria José - L'ultima regina, regia di Carlo Lizzani (2002)
- Un medico in famiglia 3, regia di Isabella Leoni e Claudio Norza (2003)
- Un medico in famiglia 4, regia di Isabella Leoni e Claudio Norza (2004)
- Amanti e segreti, regia di Gianni Lepre (2004)
- Amanti e segreti 2, regia di Gianni Lepre (2005)
- Le cose che restano, regia di Gianluca Maria Tavarelli (2010)
- Non smettere di sognare regia di Roberto Burchielli (2011)
- Un caso di coscienza 5, regia di Luigi Perelli (2013)
- Zio Gianni regia Sydney Sibilia e Daniele Grassetti (2015)
- Non uccidere, regia di Adriano Valerio - episodio 2x08 (2017)
- Odio il Natale, regia di Davide Mardegan e Clemente De Muro - serie Netflix (2022)
- Pooh - Un attimo ancora, regia di Nicola Conversa - docufilm (2023)

### Regista
- Comunque mia (2004)
- Be Kind - Un viaggio gentile all'interno della diversità (2019)

### Sceneggiatrice
- Comunque mia, regia di Sabrina Paravicini (2004)
- Be Kind - Un viaggio gentile all'interno della diversità, regia di Sabrina Paravicini e Nino Monteleone (2019)

## Programmi televisivi
- Village (Italia 1, 1995-1996)
- Planet (Italia 1, 1996-1997)
- Pizza Pizza (Rai 2, 1997)

## Opere

### Romanzi
- Figli dell'albergo, Zelig, 1997. ISBN 978-88-86-47155-8.
- Capo danno, EL, 1998. ISBN 978-88-47-70291-2.
- Il cerchio del destino, Feltrinelli, 2004. ISBN 978-88-07-84050-0.
- La camera blu, Rizzoli, 2007. ISBN 978-88-17-01707-7.
- Diciassette anni nove mesi e ventisette giorni, Edizioni Clandestine, 2012. ISBN 978-88-65-96351-7.
- L'estasi dell'anima, Transeuropa, 2013. ISBN 978-88-75-80191-5.
- Supermarket Porno, Gremese Editore, 2014. ISBN 978-88-84-40831-0.
- Io ragiono con il cuore, Rizzoli, 2019. ISBN 978-88-17-13877-2.